# 菲罗兹布尔县

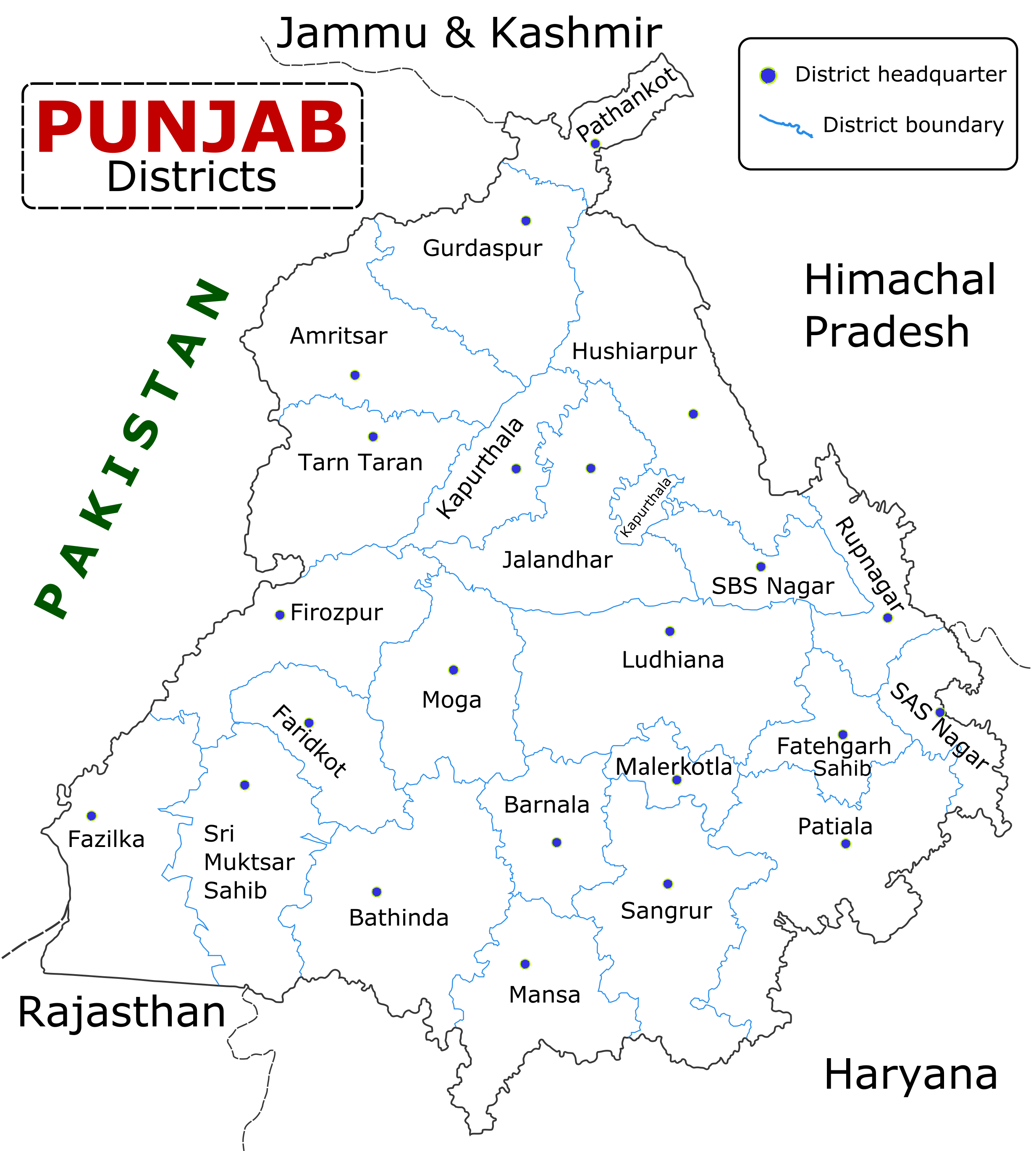
旁遮普邦地图

菲罗兹布尔县，印度西北旁遮普邦的一个县。总面积11,142 km²，总人口1,746,000（2001）。县治位于菲罗兹布尔。巴基斯坦对此地有主权要求。

## 行政区划
菲罗兹布尔县辖有5个乡。

## 外部連結
- .   [2007-10-18]. （原始内容存档于2017-08-27）.